# RideLondon Classique 2016
La 4.ª edición del RideLondon Classique se celebró el 30 de julio de 2016 sobre un recorrido de 66 km con inicio y final en la calle The Mall de Londres, Reino Unido.
La carrera formó parte del UCI WorldTour Femenino 2016 como competencia de categoría 1.WWT del calendario ciclístico de máximo nivel mundial siendo la decimotercera carrera de dicho circuito y fue ganada por la ciclista neerlandesa Kirsten Wild del equipo Hitec Products. El podio lo completaron la ciclista neerlandesa Nina Kessler del equipo Lensworld-Zannata y la ciclista canadiense Leah Kirchmann del equipo Liv-Plantur.

## Equipos
Tomaron parte en la carrera un total de 21 equipos invitados por la organización, 20 de ellos de categoría UCI Team Femenino y la selección nacional de Reino Unido, quienes conformaron un pelotón de 113 ciclistas de los cuales terminaron 107.
| Equipos femeninos (20)- Alé Cipollini - Astana Women's - BePink - BTC City Ljubljana - Canyon-SRAM Racing - Cervélo Bigla - Cylance - Drops - Hitec Products - Lensworld-Zannata - Liv-Plantur - Orica-AIS - Parkhotel Valkenburg - Podium Ambition-Club La Santa - Poitou-Charentes.Futuroscope.86 - Rabo Liv Women - Rally - Tibco-Silicon Valley Bank - Topsport Vlaanderen-Etixx - Wiggle High5 Equipo nacional- Gran Bretaña |
| |

## Clasificaciones finales
Las clasificaciones finalizaron de la siguiente manera:

### Clasificación general
| \| Clasificación general \| Clasificación general \| Clasificación general \| Clasificación general \| Clasificación general \| \| Ciclista \| Ciclista \| Equipo \| Tiempo \| \| \| --------------------- \| ------------------------- \| --------------------- \| --------------------- \| --------------------- \| \| 1.ª \| Kirsten Wild \| Hitec Products \| 1 h 28 min 12 s \| \| \| 2.ª \| Nina Kessler \| Lensworld-Zannata \| + 0 s \| \| \| 3.ª \| Leah Kirchmann \| Liv-Plantur \| + 0 s \| \| \| 4.ª \| Lucinda Brand \| Rabo Liv Women \| + 0 s \| \| \| 5.ª \| Maria Giulia Confalonieri \| Lensworld-Zannata \| + 0 s \| \| \| 6.ª \| Joëlle Numainville \| Cervélo Bigla \| + 0 s \| \| \| 7.ª \| Anouska Helena Koster \| Rabo Liv Women \| + 0 s \| \| \| 8.ª \| Carmen Small \| Cylance \| + 0 s \| \| \| 9.ª \| Hannah Barnes \| Canyon-SRAM Racing \| + 0 s \| \| \| 10.ª \| Alice Barnes \| Drops \| + 0 s \| \| |                           |                    |                 |
| |                           |                    |                 |
| Fuentes: ProCyclingStats Cycling Quotient |                           |                    |                 |
| Clasificación general |                           |                    |                 |
| Ciclista | Ciclista                  | Equipo             | Tiempo          |
| 1.ª | Kirsten Wild              | Hitec Products     | 1 h 28 min 12 s |
| 2.ª | Nina Kessler              | Lensworld-Zannata  | + 0 s           |
| 3.ª | Leah Kirchmann            | Liv-Plantur        | + 0 s           |
| 4.ª | Lucinda Brand             | Rabo Liv Women     | + 0 s           |
| 5.ª | Maria Giulia Confalonieri | Lensworld-Zannata  | + 0 s           |
| 6.ª | Joëlle Numainville        | Cervélo Bigla      | + 0 s           |
| 7.ª | Anouska Helena Koster     | Rabo Liv Women     | + 0 s           |
| 8.ª | Carmen Small              | Cylance            | + 0 s           |
| 9.ª | Hannah Barnes             | Canyon-SRAM Racing | + 0 s           |
| 10.ª | Alice Barnes              | Drops              | + 0 s           |

## UCI WorldTour Femenino
La RideLondon Classique otorga puntos para el UCI WorldTour Femenino 2016, incluyendo a todas las corredoras de los equipos en las categorías UCI Team Femenino. Las siguientes tablas muestran el baremo de puntuación y las 10 corredoras que obtuvieron más puntos:
| Posición   | 1.ª | 2.ª | 3.ª | 4.ª | 5.ª | 6.ª | 7.ª | 8.ª | 9.ª | 10.ª | 11.ª | 12.ª | 13.ª | 14.ª | 15.ª | 16.ª | 17.ª | 18.ª | 19.ª | 20.ª |
| Puntuación | 120 | 100 | 85  | 70  | 60  | 50  | 40  | 35  | 30  | 25   | 20   | 18   | 16   | 14   | 12   | 10   | 8    | 6    | 4    | 2    |

| 1.ª  | Kirsten Wild              | Hitec Products     | 120 |
| 2.ª  | Nina Kessler              | Lensworld-Zannata  | 100 |
| 3.ª  | Leah Kirchmann            | Liv-Plantur        | 85  |
| 4.ª  | Lucinda Brand             | Rabo Liv Women     | 70  |
| 5.ª  | Maria Giulia Confalonieri | Lensworld-Zannata  | 60  |
| 6.ª  | Joëlle Numainville        | Cervélo Bigla      | 50  |
| 7.ª  | Anouska Helena Koster     | Rabo Liv Women     | 40  |
| 8.ª  | Carmen Small              | Cylance            | 35  |
| 9.ª  | Hannah Barnes             | Canyon-SRAM Racing | 30  |
| 10.ª | Alice Barnes              | Drops              | 25  |